# Historia alternatywna
Historia alternatywna – gatunek literacki lub filmowy zaliczany zazwyczaj do fantastyki naukowej, którego akcja dzieje się w świecie, gdzie historia potoczyła się innym torem niż w rzeczywistości; pod tym względem alternatywna historia odpowiada na pytanie „co by było, gdyby...?”.

## Opis
Charakterystyczną cechą historii alternatywnej jest występowanie „punktu rozbieżności” (ang. point of divergence), czyli momentu, w którym dochodzi do rozejścia się historii prawdziwej i fikcyjnej. Do najczęściej występujących punktów rozbieżności należą m.in. wygrana III Rzeszy w II drugiej wojnie światowej czy przedwczesna śmierć Hitlera dzięki której nie dochodzi do wybuchu II wojny światowej. W literaturze polskiej często pojawiającym się punktem dywergencji są powstanie styczniowe (np. Gambit Wielopolskiego Adama Przechrzty czy Orzeł bielszy niż gołębica Konrada T. Lewandowskiego), wojna polsko-bolszewicka (np. Xavras Wyżryn Jacka Dukaja, Jedna przegrana bitwa Marcina Wolskiego), czy sojusz Polski i III Rzeszy (Pakt Ribbentrop-Beck Piotra Zychowicza, Wallenrod Marcina Wolskiego, Kryptonim Posen i Rache znaczy zemsta Piotra Bojarskiego).
Utwory dziejące się w czasach, które dla ich autora były przyszłością, ale które już minęły (np. Rok 1984 George’a Orwella) nie są zaliczane do historii alternatywnej, chyba że opisywany obraz przyszłości wynika z odmiennego przebiegu wydarzeń w przeszłości w stosunku do daty powstania utworu (Cyril M. Kornbluth, Dwa przeznaczenia; Isaac Asimov, Koniec wieczności, Adam Przechrzta Gambit Wielopolskiego). Historie alternatywne zawierają często również elementy charakterystyczne dla science fiction lub fantasy, takie jak podróż w czasie, interwencja sił nadprzyrodzonych w bieg historii, czy inwazja z kosmosu. Przykładem powieści zaliczanych do historii alternatywnej są Człowiek z Wysokiego Zamku Philipa K. Dicka, Vaterland Roberta Harrisa, Spisek przeciwko Ameryce Philipa Rotha, Opowieści o Alvinie Stwórcy Orsona Scotta Carda, Lód Jacka Dukaja, Burza. Ucieczka z Warszawy ’40 Macieja Parowskiego czy Wallenrod Marcina Wolskiego.
Historia alternatywna pojawia się również w filmach i serialach, np. Bękarty wojny Quentina Tarantino, Ambassada Juliusza Machulskiego, Człowiek z wysokiego zamku (Amazon, na podstawie powieści Philipa K. Dicka), 1983 (Netflix), Spisek przeciwko Ameryce (HBO, na podstawie powieści Philipa Rotha).
Istnieje też wiele projektów opracowujących alternatywną historię poprzez – nieraz bardzo rozbudowane – paranaukowe zbiory materiałów poglądowych (artykuły, mapy, słowniki). Przykładem jest świat Ill Bethisad – projekt stale rozbudowywany przez grupę kilkudziesięciu internetowych entuzjastów.
Od 1996 w USA przyznawana jest Nagroda Sidewise za Historię Alternatywną za najlepszą długą i krótką formę w historii alternatywnej.
Zjawisko historii alternatywnej stało się również przedmiotem badań. Naukowo historią alternatywną zajmują się m.in. Gavriel D. Rosenfeld (Fairfield University), Catherine Gallagher (Uniwersytet Kalifornijski w Berkeley), Karen L. Hellekson, Natalia Lemann (Uniwersytet Łódzki), Magdalena Wąsowicz (Uniwersytet Jagielloński), Magdalena Górecka (Uniwersytet Marii Curie-Skłodowskiej).